# Masumi Asano
Masumi Asano (浅野 真澄?, Asano Masumi; Noshiro, 25 agosto 1977) è una doppiatrice e cantante giapponese.

## Biografia
È affiliata alla Aoni Production. È anche autrice della dōjin, adattata in una serie anime, Sore ga seiyū!, assieme a Kenjirō Hata, con il quale è sposata. Nel 2007 ha vinto la prima edizione dei Seiyuu Awards nella categoria "miglior personalità radiofonica.

## Ruoli

### Anime
- Chitchana yukitsukai Sugar (2001) – Saga
- .hack//SIGN (2002) – BlackRose (Akira Hayami)
- Gravion (2002) – Kaori Stephanie
- Haibane renmei (2002) – Shouta
- Azumanga daiō (2002) – Tomo Takino
- Rizelmine (2002) – Aoi
- Spiral: Suiri no kizuna (2002) – Hiyono Yuizaki
- D.N.Angel (2003) – Risa Harada
- Ikki Tousen (2003) – Hakufu Sonsaku
- Popotan (2003) – Mai
- Please Twins (2003)
- Gravion Zwei (2004) – Kaori Stephanie
- Uta∽Kata (2004) – Manatsu Kuroki
- Hikari to mizu no Daphne (2004) – Gloria
- Yumeria (2004) – Mizuki
- Bōkyaku no senritsu (2004) - Sayoko Tsukinomori
- Kore ga watashi no goshujin-sama (2005) – Izumi
- Hell Girl (2005) – Mina Minato (episodio 15)
- Mahoraba ~Heartful days~ (2005) – Megumi Momono
- Shakugan no Shana (2005) – Yukari Hirai
- SoltyRei (2005) – Rose Anderson
- Joshi kōsei (2006) – Yuma Suzuki
- Otome wa boku ni koishiteru (2006) – Mariya Mikado
- Tokimeki Memorial Only Love (2006) – Naomi Hoshina
- Dōjin Work (2007) – Najimi Osana
- Hayate no gotoku! (2007) – Risa Asakaze
- Prism Ark (2007) – Princea
- Ikki Tousen: Dragon Destiny (2007) – Hakufu Sonsaku
- Monochrome Factor (2008) – Aya Suzuno
- Ikki Tousen: Great Guardians (2008) – Hakufu Sonsaku
- One Piece (2009) – Marguerite
- Strike Witches 2 (2010) – Junko Takei
- Ikki Tousen: Xtreme Xecutor (2010) – Hakufu Sonsaku
- Yumekui Merry (2011) – Nao Horie
- Blood-C (2011) – Yūka Amino
- Beelzebub (2011) – Pillar Agiel
- Hyōka (2012) – Ayako Kouchi
- Aikatsu! (2013) – Saki Hashiba
- Tenkai Knights (2014) – Beni
- Go! Princess Pretty Cure (2015) – Minami Kaido/Cure Mermaid
- Triage X (2015) – Miki Tsurugi
- Sore ga seiyū! (2015) - se stessa
- Keijo!!!!!!!! (2016) - Kyoko Shirayuki (ep. 6-7)
- Kemono Friends (2017) - Campo Flicker (ep. 10, 12)
- Dragon Ball Super (2017) - Cocoa Amaguri (ep. 73-74), Xeres

### OAV
- Chitchana yukitsukai Sugar (2003) – Saga
- Eiken (2003) – Kirika Misono
- Uta∽Kata (2005) – Manatsu Kuroki
- Kowarekake no orgel (2009) – Flower

### Film
- I Cavalieri dello zodiaco - La leggenda del Grande Tempio (2014) – Scorpio Milo
- Eiga Pretty Cure All Stars - Haru no carnival (2015) - Minami Kaido/Cure Mermaid
- Eiga Go! Princess Pretty Cure - Go! Go!! Gōka 3-bon date!!! (2015) - Minami Kaido/Cure Mermaid
- Eiga Pretty Cure All Stars - Minna de utau Kiseki no mahō! (2016) - Minami Kaido/Cure Mermaid
- Eiga Pretty Cure Dream Stars! (2017) - Minami Kaido/Cure Mermaid
- Eiga HUGtto! Pretty Cure Futari wa Pretty Cure - All Stars Memories (2018) - Minami Kaido/Cure Mermaid

### Videogiochi
- .hack//Infection (2002) – BlackRose/Akira Hayami
- .hack//Mutation (2002) – BlackRose/Akira Hayami
- .hack//Outbreak (2002) – BlackRose/Akira Hayami
- .hack//Quarantine (2003) – BlackRose/Akira Hayami
- Mobile Suit Gundam: Encounters in Space (2003) - Yuki Nakasato
- Symphonic Rain (2004) – Falsita Fawcett
- Summon Night: Swordcraft Story 2 (2004) – Torris
- Tales of Legendia (2005) – Chloe Valens
- Critical Velocity (2005) - Clara
- Soulcalibur III (2005) – Tira
- .hack//G.U. Vol. 1//Rebirth (2006) – Alkaid/Chika Kuramoto
- .hack//G.U. Vol. 2//Reminisce (2006) – Alkaid/Chika Kuramoto
- .hack//G.U. Vol. 3//Redemption (2007) – Alkaid/Chika Kuramoto
- Mobile Suit Gundam: MS Sensen 0079 (2007) – Lil Somas
- Bleach: The 3rd Phantom (2008) – Matsuri Kudo
- Soulcalibur IV (2008) – Tira
- Arc Rise Fantasia (2009) - Leslie Ferrarti
- Soulcalibur: Broken Destiny (2009) – Tira
- Beatmania IIDX 17: Sirius (2009) – Nyah
- .hack//Link (2010) – Alkaid/Chika Kuramoto, BlackRose/Akira Hayami
- Hyperdimension Neptunia (2010) - Cyberconnect2
- The Legend of Heroes: Trails from Zero (2010) - Noel Seeker
- Deadstorm Pirates (2010) - Leah Stewart
- Valkyria Chronicles III (2011) – Imca
- Rune Factory: Oceans (2011) – Odette
- Hyperdimension Neptunia Mk2 (2011) - Cyberconnect2
- The Legend of Heroes: Trails to Azure (2011) - Noel Seeker
- Growlanser IV: Wayfarer of Time (2011) – Eliza
- Soulcalibur V (2012) – Tira
- Ninja Gaiden 3 (2012) – Lovelace
- .hack//Versus (2012) - BlackRose/Akira Hayami
- Hyperdimension Neptunia Victory (2012) - Cyberconnect2
- Project X Zone (2012) – BlackRose/Akira Hayami, Imca
- Dynasty Warriors 8 (2013) – Zhang Chunhua
- The Last of Us (2013) - Maria
- Toukiden: The Age of Demons (2013) – Ouka
- Persona 4 Arena Ultimax (2013) – Kikuno Saikawa
- Dragon Ball Xenoverse (2015) – Time Patroller (Donna 1)
- Digimon Story: Cyber Sleuth (2015) – Makiko Date
- Senran Kagura: Estival Versus (2015) – Hakufu Sonsaku
- Devil's Third (2015) – Ludmilla
- The Legend of Heroes: Akatsuki no Kiseki (2016) - Noel Seeker
- Super Robot Taisen OG: The Moon Dwellers (2016) – Calvina Coulange
- Dragon Ball Xenoverse 2 (2016) – Time Patroller (Donna 1)
- Tales of the Rays (2017) - Chloe Valens
- Senran Kagura: Peach Beach Splash (2017) – Hakufu Sonsaku
- Warriors All-Stars (2017) – Ouka
- .hack//G.U.: Last Recode (2017) - Alkaid/Chika Kuramoto
- Shinobi Master Senran Kagura: New Link (2017) – Hakufu Sonsaku
- Digimon Story: Cyber Sleuth - Hacker's Memory (2017) – Makiko Date
- Dynasty Warriors 9 (2018) - Zhang Chunhua
- Food Fantasy (2018) – Foie Gras, Crepe, Hawthorne Ball
- Warriors Orochi 4 (2018) - Zhang Chunhua
- Soulcalibur VI (2018) – Tira[6]
- Kingdom Hearts III (2019) – Go Go Tamago
- Atelier Ryza: Ever Darkness & the Secret Hideout (2019) - Agatha Harmon
- The Last of Us Parte II (2020) – Maria
- The Legend of Heroes: Trails into Reverie (2020) - Noel Seeker
- Gungrave G.O.R.E. (2022) – Mika Asagi

### Ruoli di doppiaggio

#### Live-action
- Extant – Julie Gelineau (Grace Gummer)
- Le regole del delitto perfetto – Laurel Castillo (Karla Souza)
- Pirati dei Caraibi - La vendetta di Salazar – Shansa (Golshifteh Farahani)[7]
- San Andreas – Blake Gaines (Alexandra Daddario)
- Triloquist – Angelina (Paydin LoPachin)[8]

#### Animazione
- Le avventure di Jimmy Neutron – Cindy Vortex
- Big Hero 6 - GoGo Tomago
- RWBY - Glynda Goodwitch
- Wonder Park - Greta[9]